# Ludovic Halévy

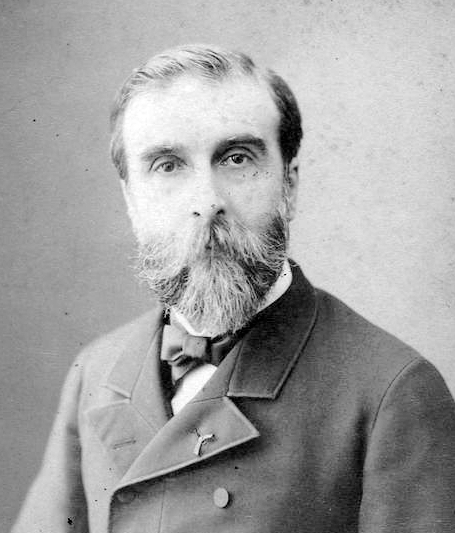
Ludovic Halévy

Ludovic Halévy (* 1. Januar 1834 in Paris; † 7. Mai 1908 ebenda) war ein französischer Bühnenautor, Dramatiker und Librettist.

## Leben
Halévy war der Sohn des Schriftstellers Léon Halévy und seiner Frau Alexandrine Lebas. Bereits vor seiner Geburt waren seine Eltern vom Judentum zum Christentum konvertiert. Er war ein Neffe des Komponisten Fromental Halévy und ein Cousin von Geneviève Halévy, die Georges Bizet heiratete und die später zusammen mit ihm den berühmten literarischen Salon Jeudi de Ludovic in der Rue de Douai führte. Durch seinen Onkel unterstützt und gefördert, führte Halévys Weg vom Lycée Louis-le-Grand bis hin zum Théâtre l’Odeon.
Als Inspektor im frz. Innenministerium und später als Mitarbeiter im Algerien-Amt brachte es Halévy beruflich bis zum Staatssekretär für Algerien, er hatte Muße zu schriftstellerischer Arbeit. Als Librettist des Komponisten Jacques Offenbach arbeitete er u. a. häufig mit Henri Meilhac zusammen.
Als seine Erfolge am Theater es erlaubten, legte er seine Ämter nieder und widmete sich nur noch seinem literarischen Schaffen.
Zusammen mit Meilhac schuf Halévy das Libretto zu Georges Bizets Erfolgsoper Carmen. Auch Jacques Offenbachs Werke profitierten von diesem Autoren-Duo, von denen die Textbücher zu den Operetten Die schöne Helena (1864), Pariser Leben (1866), Die Großherzogin von Gerolstein (1867) und La Périchole (1869) stammen. Außerdem galt Halévy zu Ende des 19. Jahrhunderts als erfolgreicher Romancier.
1868 heiratete Halévy in Paris Louise Breguet und hatte mit ihr zwei Söhne: Élie (* 1870) und Daniel (1872–1962).
Halévy nahm am Deutsch-Französischen Krieg teil. Nach Kriegsende kehrte er nach Paris zurück und konnte bald wieder an seine alten Erfolge anknüpfen.
Sein L'abbé Constantin wurde vom Publikum gefeiert und auch von der offiziellen Literaturkritik gelobt, und so fiel die Wahl auf ihn, als die Académie française einen Nachfolger für den verstorbenen Politiker Joseph d’Haussonville suchte. Sie wählte mit Wirkung vom 4. Dezember 1884 Halévy zum Inhaber des Fauteuils 22.
Ludovic Halévy starb im Alter von 74 Jahren am 7. Mai 1908 in Paris und fand seine letzte Ruhestätte auf dem Friedhof von Montmartre.

## Rezeption
Zum hundertsten Todestag widmete der Deutschlandfunk Ludovic Halévy unter dem Titel Vom Staatsbeamten zum Romancier das Kalenderblatt:
Mit der musikalischen Bouffonerie „Die beiden Blinden“ wurde im Juli 1855 frech und glanzvoll Jacques Offenbachs erstes Pariser Theater, das Théâtre des Bouffes-Parisiens, eröffnet: Für den Prolog zeichnete ein Unbekannter verantwortlich. Hinter dessen Pseudonym verbarg sich ein Mann, der dem Kaiserreich und besonders der Zensur misstraute. Als sich dieser Erfolg mit Ba-ta-clan wiederholte, gab sich Halévy zu erkennen.
Seine größten Erfolge als Librettist, z. B. Die Großherzogin von Gerolstein, teilte sich Ludovic Halévy mit Henri Meilhac. Als Dreigestirn, immer mit Jacques Offenbach als Komponist, prägten sie durch ihre Opernparodien, Farcen und Satiren zwei Jahrzehnte lang das Pariser Musikleben.

## Werke (Auswahl)
Theaterstücke/Operetten-Libretti
- Ba-ta-clan. 1855.
- La Chanson de Fortunio. 1861.
- Orphée aux Enfers. 1861.
- La Belle Hélène. 1865.
- Barbe-bleue. 1866.
- La Vie parisienne. 1866.
- La Grande-Duchesse de Gérolstein. 1867.
- Les Brigands. 1870.
- La Périchole. 1868.
- Froufrou. 1869.
- Tricoche et Cacolet. 1872.
- Le Réveillon. Komödie in 3 Akten. 1872, gemeinsam mit Henri Meilhac (Stück war Grundlage für das Libretto der Johann Strauß-Operette Die Fledermaus)
- Le Mari de la débutante. 1878.
- Carmen. 1875.
- La petite mère. 1880.

Sonstiges

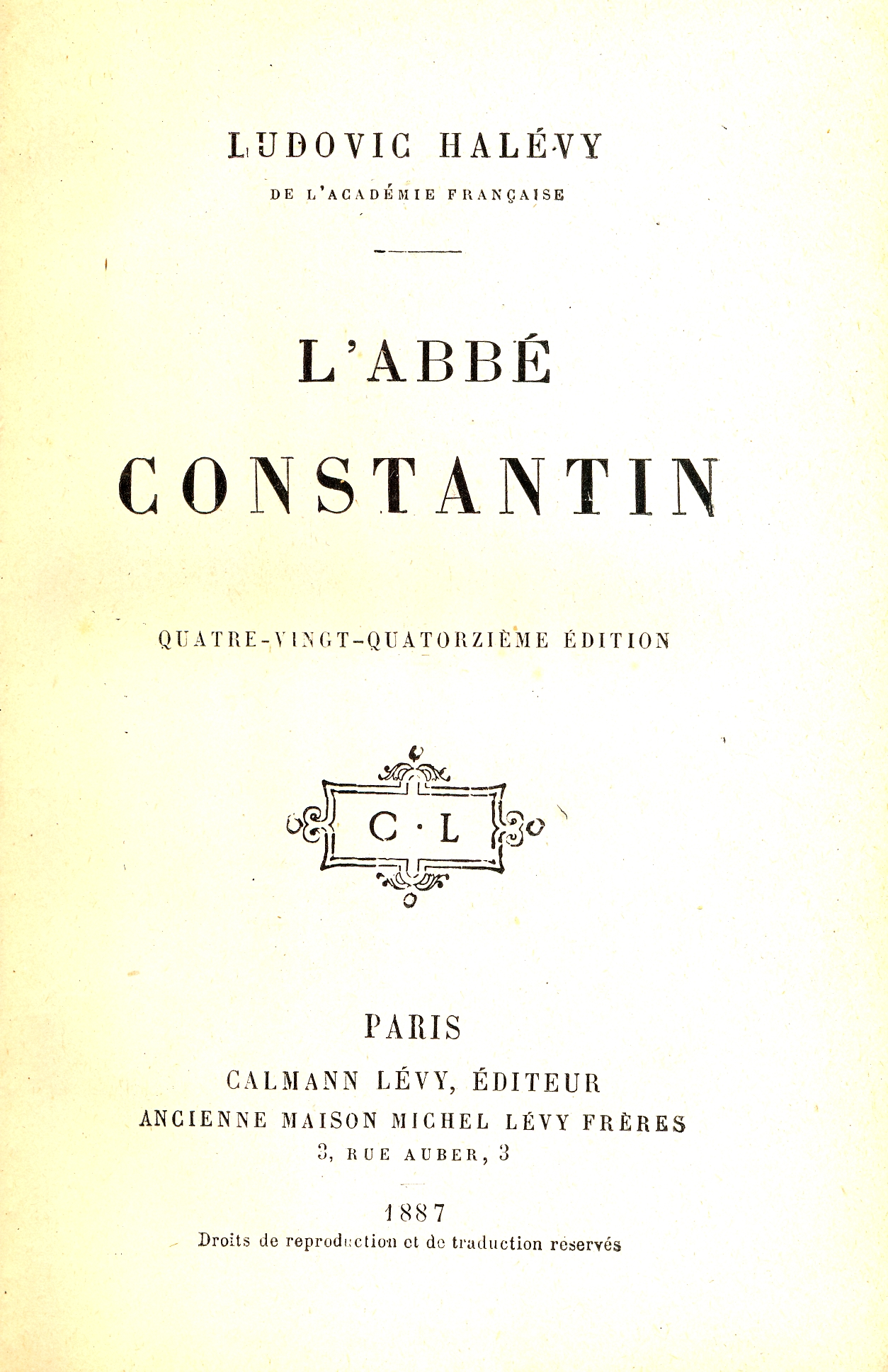
L’Abbé Constantin, Paris 1887 (Titelseite)

- L'Invasion. 1872 (Feuilletons aus Le Temps).
- L'Abbé Constantin. Erzählung. 1882.
- Criquette. Erzählung. 1883.
- Deux Mariages. Erzählung. 1883.
- Madame et Monsieur Cardinal. 1873.
- Les petits Cardinal. 1880.